# Eduard Beber
Eduard Daniel Georg Karl Beber (* 1887 oder 1888 in Braunschweig; † 23. Juli 1915 bei Dobrzyniow) war ein deutscher Fußballspieler.

## Karriere
Beber spielte in der Saison 1907/08 für den FC Eintracht von 1895 in der Bezirksliga Braunschweig, eine von acht Bezirken im Norddeutschen Fußball-Verband. Als Meister aus dieser mit seiner Mannschaft hervorgegangen, nahm er auch an  der Endrunde um die Norddeutsche Meisterschaft teil. Nach den erfolgreichen Spielen im Viertel- und Halbfinale gehörte er zur Mannschaft, die am 12. April 1908 den amtierenden Norddeutschen Meister SC Victoria Hamburg mit 3:1 bezwingen konnte. Mit der regionalen Meisterschaft war sein Verein berechtigt, an der Endrunde um die Deutsche Meisterschaft teilzunehmen. Doch die Auftaktbegegnung im Viertelfinale am 3. Mai 1908 im Hamburger Stadion Hoheluft gegen den Duisburger SpV wurde mit 0:1 durch das Tor von Willi van der Weppen kurz vor Ende der regulären Spielzeit verloren. 
Eduard Beber, der zuletzt in Berlin gelebt hatte, fiel im Ersten Weltkrieg im Alter von 27 Jahren nach einem Kopfstreifschuss.

## Erfolge
- Norddeutscher Meister 1908
- Bezirksmeister Braunschweig 1908